# 山上区

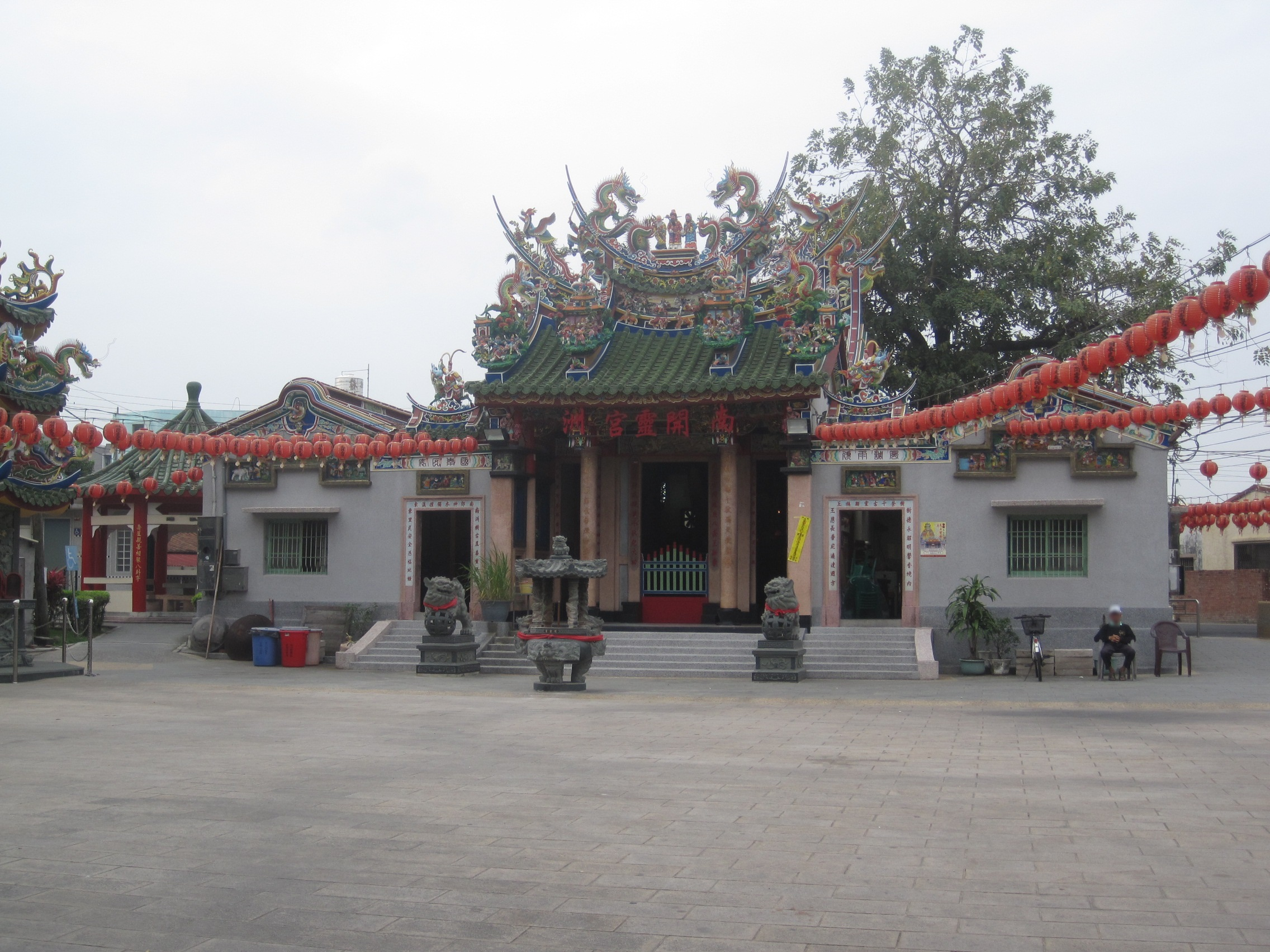
南洲開霊宮

山上区（シャンシャン/さんじょう/やまかみ/やまがみ-く）は、台南市の市轄区。

## 地理
山上区は台南市中央部に位置し、北は曽文渓を隔てて大内区と、東は玉井区と、西は善化区、新市区と、南は新化区、左鎮区とそれぞれ接している。嘉南平原と中央山脈の境界に位置し、約2/3は平地，1/3は山地となっている。

## 歴史
山上は古くは平埔族シラヤ族新港社の居住地域であった。曽文渓の河岸段丘の高所に位置し、小山上の集落のようであったために山仔頂と称されるようになった。鄭氏政権時代に屯田が開始され開発が進み、日本統治時代の1920年の台湾地方制度改制の際、旧名と同義の內地風地名山上庄（やまかみ）と改められ、台南州新化郡の管轄となった。
台湾の中華民国への編入後は台南県山上郷に改編、2010年12月25日に台南県が台南市に編入されたことに伴って山上区となり、現在に至る。なお、台湾語では旧称．山仔頂（白話字：soaⁿ-a-téng）と現称（白話字：san-siōng）がいずれも使用されている。

## 行政区
| 里                                                     |
| ------------------------------------------------------ |
| 山上里、南洲里、明和里、新荘里、玉峯里、豊徳里、平陽里 |

## 歴代区長
| 代 | 氏名 | 退任日 |
| -- | ---- | ------ |

## 教育

### 国民中学
- 台南市立山上国民中学

### 国民小学
- 台南市立山上国民小学

## 交通
| 種別 | 路線名称 | その他 |
| ---- | -------- | ------ |
| 省道 | 台20線   |        |

## 観光
- 山上天后宮（中国語版）
- 南洲開霊宮（中国語版）
- 山上水源地（旧台南水道）
- 埔羌坑月世界
- 蘭科植物園
- 台湾明德労働刑務所（臺灣明德外役監獄）